# 西東京いすゞ自動車
西東京いすゞ自動車株式会社（にしとうきょういすずじどうしゃ、略称：西東京いすゞ）は、かつて東京都八王子市に本社を置き、いすゞ自動車を取り扱った自動車販売会社である。東京運輸支局管内のうち、八王子および多摩自動車検査登録事務所の管轄区域を販売エリアとする。
2013年にいすゞ自動車首都圏株式会社に吸収合併されるまでは、関東いすゞ自動車株式会社の子会社であった。

## 沿革
- 1969年（昭和44年） 4月 - 東京都国立市青柳に、前身の西東京いすゞモーター株式会社を設立。
- 1992年（平成4年） 8月 - 東京いすゞ自動車株式会社から多摩地区における販売権を多摩いすゞ自動車株式会社（現在の西東京いすゞ自動車株式会社）が譲受。
- 1999年（平成11年） 3月 - 西東京いすゞモーター株式会社が多摩いすゞ自動車株式会社を合併し西東京いすゞ自動車株式会社に商号変更。
- 1999年（平成11年） 4月 - RV事業をいすゞスクエアジャパン株式会社へ移管。
- 2004年（平成16年）11月 - 関東いすゞ自動車株式会社の子会社として新生・西東京いすゞ自動車株式会社として改組。
- 2013年（平成25年）2月1日 - いすゞ自動車首都圏株式会社に吸収合併。[1]。

## 事業所所在地
- 本社 東京都八王子市石川町
- バス・広域営業部，東京都八王子市石川町
- 八王子支店，東京都八王子市石川町
- 東村山支店，東京都東村山市恩多町
- 瑞穂支店，  東京都西多摩郡瑞穂町富士山栗原新田
- 調布営業所，東京都調布市西つつじヶ丘
- 八王子サービスセンター，東京都八王子市石川町
- 東村山支店サービス工場，東京都東村山市恩多町
- 瑞穂サービス工場，東京都西多摩郡瑞穂町富士山栗原新田
- 調布営業所サービス工場，東京都調布市西つつじヶ丘
- アイテック府中（エンジン事業部），東京都府中市四谷